# Eleonora von Toledo (1522–1562)

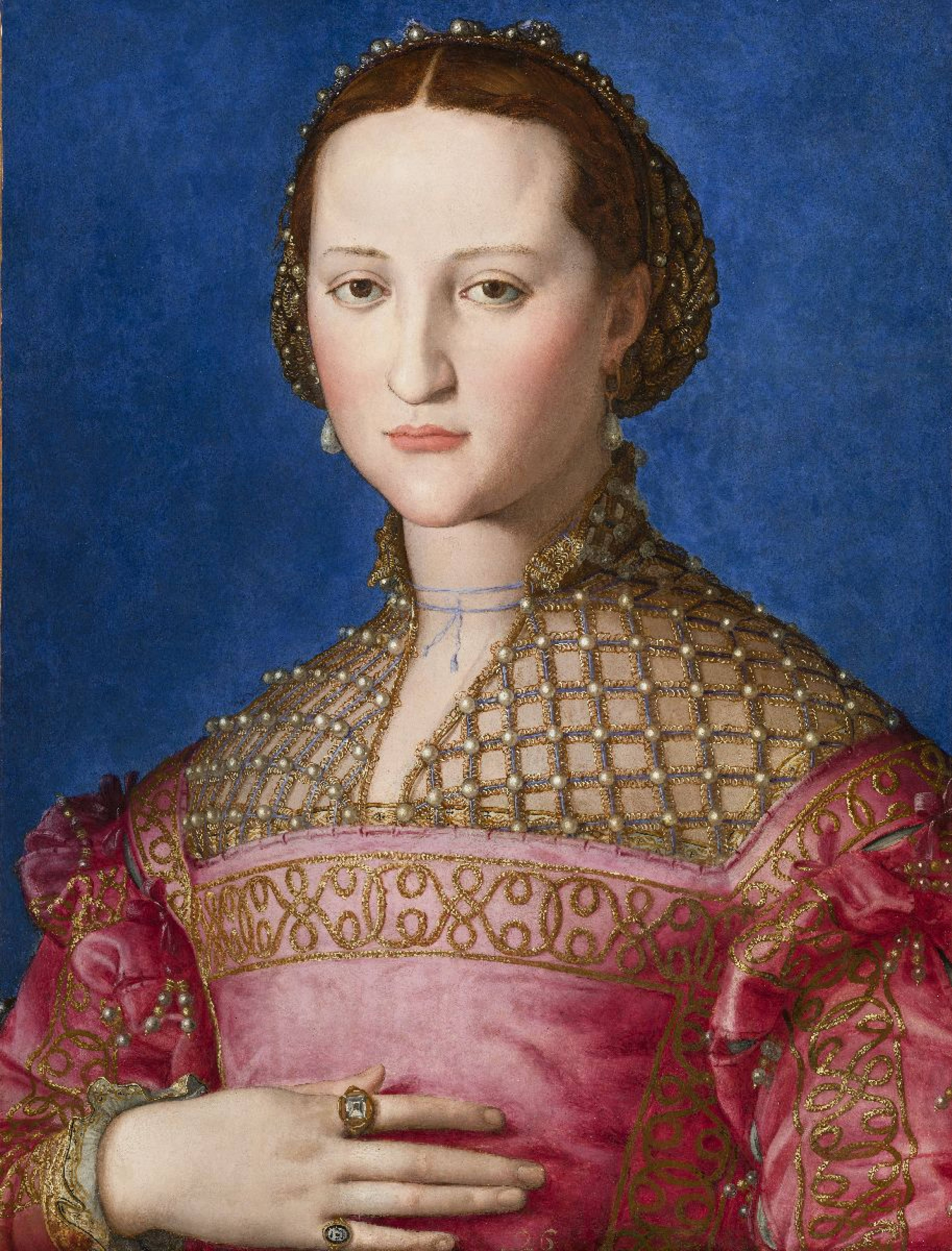
Eleonora als 23-Jährige

Eleonora von Toledo (* 1522 in Toledo; † 17. Dezember 1562 in Pisa), auch Eleonora di Toledo (ital.) oder Leonor de Toledo (span.), entstammte der spanischen Adelsfamilie der Toledo und war durch ihre Heirat mit Cosimo I. de’ Medici, mit dem sie in glücklicher Ehe lebte, von 1539 bis zu ihrem Tod Herzogin von Florenz. Sie übte einen beträchtlichen politischen Einfluss aus, war wiederholt während der Abwesenheit oder Krankheit ihres Gatten Regentin des Herzogtums und förderte großzügig Künstler wie Agnolo Bronzino. Auch begünstigte sie die Ansiedlung der Jesuiten in Florenz und gründete mehrere Kirchen. Als kluge Geschäftsfrau verbesserte sie die finanziellen Verhältnisse der Medici erheblich. Zwei ihrer Söhne, Francesco und Ferdinando, folgten ihrem Vater Cosimo als Herzöge von Florenz.

## Leben

### Abstammung; Jugend

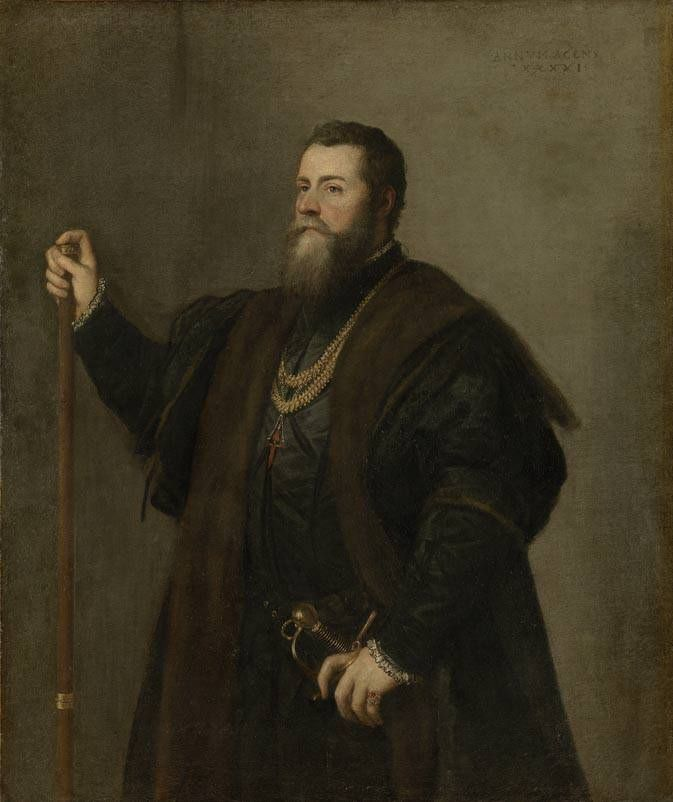
Eleonoras Vater Pedro Álvarez de Toledo, Vizekönig von Neapel

Eleonora Álvarez de Toledo war die zweite Tochter des späteren Vizekönigs von Neapel, Don Pedro Álvarez de Toledo aus dem Haus Álvarez de Toledo, und seiner Gattin Maria Osorio Pimentel, 2. Markgräfin von Villafranca. Nachdem ihr Vater im September 1532 zum Vizekönig von Neapel ernannt worden war, kam sie im Juni 1534 zusammen mit ihrer Mutter und ihrer Schwester Isabel ebenfalls nach Neapel. Am dortigen glänzenden Hof ihres Vaters, wo die strenge spanische Etikette herrschte, verbrachte Eleonora ihre Jugendjahre. Obwohl über ihre Ausbildung wenig bekannt ist, dürfte sie eine der angesehenen Stellung ihrer Familie entsprechende und stark katholisch geprägte Erziehung erhalten haben. Dennoch hatte sie eine sephardische Jüdin, Benvenida Abravanel, zur Lehrerin, die zusammen mit ihrem Gatten Samuel zu den einflussreichsten Mitgliedern der neapolitanischen jüdischen Gemeinde gehörte. Zwischen Eleonora und Benvenida Abravanel entwickelte sich eine langfristige Freundschaft, die auch nach Eleonoras späterem (1539) Umzug in die Toskana fortbestand.

### Heirat
Damals suchte der erst kurz zuvor als Herzog von Florenz an die Macht gekommene Cosimo I. de’ Medici eine Braut. Durch eine einträgliche und prestigeträchtige Heirat wollte er nützliche politische Allianzen schmieden, um seine u. a. durch Intrigen florentinischer Exilanten am französischen Hof gefährdete Herrscherstellung zu sichern. Dabei strebte er insbesondere eine enge Verbindung zu Kaiser Karl V. an, der ihm am ehesten seinen Verbleib als Herrscher von Florenz sowie die ebenfalls bedrohte Unabhängigkeit des Herzogtums selbst garantieren konnte. Zuerst hielt er vergeblich um die Hand einer unehelichen Tochter des Kaisers, Margarethe von Parma, an, die zuvor mit seinem ermordeten Vorgänger und Vetter Alessandro de’ Medici vermählt gewesen war. Nachdem auch andere Eheprojekte, u. a. eine anvisierte Heirat mit Vittoria Farnese, gescheitert waren, bat Cosimo den Kaiser durch Gesandte, ihm eine adlige, schöne und reiche Spanierin als Braut auszuwählen. Als die Entscheidung Karls V. noch ausstand, bot der Vizekönig von Neapel, Pedro de Toledo, eine seiner Töchter als Braut für Cosimo an und ersuchte den Kaiser durch den von ihm entsandten Juan de Figueroa um die Zustimmung zu diesem Heiratsplan. Doch nicht alle kaiserlichen Agenten in Italien unterstützten ein Bündnis Karls V. mit dem Medici-Herzog. Der Marquès de Aguilar, neuer kaiserlicher Botschafter beim Heiligen Stuhl, wies auch auf die Möglichkeit der Abberufung des neapolitanischen Vizekönigs hin, in welchem Fall die Ehe Cosimos mit einer von dessen Töchtern ihre politische Relevanz verlieren würde. Doch schließlich wurde die Knüpfung familiärer Banden zwischen dem Herzog von Florenz und dem Vizekönig von Neapel definitiv beschlossen.
Pedro de Toledo wollte zunächst seine älteste Tochter Isabel mit Cosimo verheiraten. Der florentinische Herzog war jedoch durch seinen Bevollmächtigten in Rom, Agnolo Niccolini, gewarnt worden, dass Isabel hässlich und geistlos sei. Infolgedessen bestand Cosimo darauf, ihre jüngere Schwester Eleonore von Toledo ehelichen zu dürfen. Möglicherweise hatte er sie bereits 1535 gesehen, als er mit Alessandro de’ Medici Neapel besucht hatte. Zwei in seinem Auftrag im Februar 1539 nach Neapel gereiste Gesandte, Luigi Ridolfi und Iacopo de’ Medici, erreichten in einmonatigen Verhandlungen den Abschluss eines Ehevertrags. Dieser wurde am 29. März 1539 unterschrieben und sah u. a. die Zahlung einer Mitgift von 20.000 Scudi durch den Vater der Braut vor, während Cosimo sich verpflichtete, Eleonore zwei Geschenke im Gesamtwert von 30.000 Scudi zu machen. Am selben Tag fand Eleonores Heirat per procurationem statt.
Eleonore bemühte sich, ihre Lese- und Schreibkompetenz in italienischer Sprache zu steigern, indem sie die ihr von Cosimo geschickten Briefe ohne fremde Hilfe zu lesen versuchte. Am 11. Juni 1539 verließ sie Neapel auf dem Seeweg, um sich auf die Reise zu ihrem Bräutigam zu machen. Begleitet wurde sie von ihrem Bruder García, ihren Cousins Pedro und Gutierro de Toledo und zahlreichen spanischen Rittern und Hofdamen, darunter einigen sehr vertrauenswürdigen Gefolgsleuten des Vizekönigs. Die den Hochzeitszug transportierende Flotte bestand aus sieben Schiffen, die von Neapel nach Livorno segelten, wo sie am Morgen des 22. Juni anlegten. Dort bereitete Onofrio Bartolini de’ Medici, Erzbischof von Pisa, Eleonore und ihrem Gefolge einen festlichen Empfang. Von Livorno brach Eleonore noch am selben Tag nach Pisa auf und traf auf halbem Weg zu dieser Stadt auf ihren Bräutigam. Das Herzogspaar begab sich dann zusammen mit Eleonores spanischem Gefolge und den Cosimo begleitenden florentinischen Aristokraten zur in Poggio a Caiano gelegenen Medici-Villa, wo es einige Tage verweilte, bis die Vorbereitungen für seinen festlichen Einzug in Florenz genügend weit gediehen waren. Dieser erfolgte am 29. Juni 1539, wobei Eleonore und Cosimo von der Porta al Prato zur Basilica di San Lorenzo schritten, wo ihre persönliche Trauung stattfand. Danach begannen die mehrere Tage dauernden Hochzeitsfeierlichkeiten in der Medici-Villa an der Via Larga. Auf der im großen Hof des Palastes errichteten, überdachten und von kostbaren Wandteppichen gesäumten Bühne wurde eines der ersten großen Hofspektakel im Florenz des 16, Jahrhunderts veranstaltet. So wurde u. a. Antonio Landis fünfaktige Komödie Il Commodo mit Musik von Francesco Corteccia aufgeführt. Agnolo Bronzino und andere Florentiner Künstler steuerten prächtige Bühnenbilder bei. Diese Festlichkeiten, zu denen auch üppige Bankette gehörten, wurden in einem später gedruckten Brief des Gelehrten Pier Francesco Giambullari an den florentinischen Gesandten am kaiserlichen Hof, Giovanni Bandini, beschrieben.
Cosimo wollte mit diesen glänzenden Festen die kulturellen Aktivitäten in Florenz wiederbeleben, die nach der langen Belagerung der Stadt durch kaiserlich-päpstliche Streitkräfte (1529–30) zum Erliegen gekommen waren, sowie ferner die Sympathie der Florentiner erwerben. Doch wurde letzteres Ziel nicht im gewünschten Umfang erreicht, da laut dem Chronisten A. Marucelli da San Gallo viele Untertanen Cosimos dessen Heirat mit Eleonora ablehnten, die sie für eine „spanische Barbarin“ und Feindin von Florenz hielten. Daher war die Herzogin zunächst als Ausländerin im Volk unbeliebt. Immerhin bedeutete die Eheschließung für Cosimo eine Steigerung seines politischen Prestiges. Durch seine Verbindung mit dem mächtigen spanischen Adelshaus der Toledos stieg er zu einem bedeutenden Herrscher im Reich Karls V. auf. Der Kaiser schätzte die Loyalität des Medici-Herzogs und betrachtete ihn als wichtige Stütze seiner Machtausübung in Italien. Pedro de Toledo unterstützte seinen Schwiegersohn u. a. auch durch Lieferung von neapolitanischem Getreide, wenn in Florenz Lebensmittelknappheit herrschte. Ein Teil des Gefolges, das Eleonora nach Florenz begleitet hatte, eine Gruppe spanischer Damen und Pagen, die Eleonore seit ihrer Kindheit in Neapel betreut hatte, blieb weiterhin dauerhaft im Dienst der Herzogin. Dazu gehörten vor allem Eleonoras ältere Kammerzofe María de Contreras, sowie Pedro de Solís, ein früherer Diener des Vizekönigs, der Eleonore bei deren außerhalb ihrer offiziellen Pflichten liegenden Angelegenheiten unterstützen sollte.

### Eheleben und Nachkommen

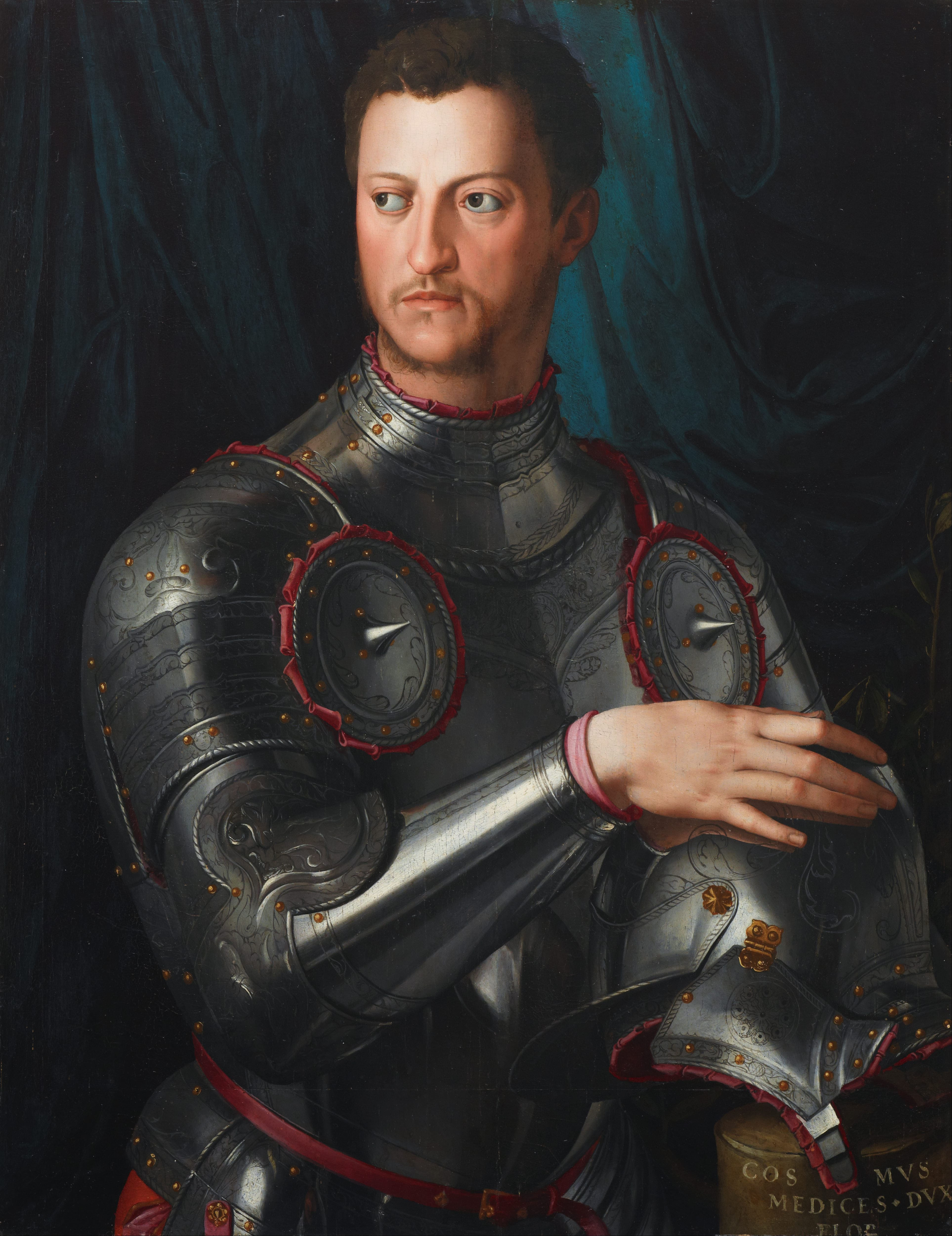
Eleonoras Ehemann Cosimo I. de’ Medici

Trotz des politischen Arrangements von Eleonoras Heirat verlief die Ehe mit Cosimo I. de’ Medici glücklich. Die Eheleute brachten einander Zuneigung und Wertschätzung entgegen. Cosimo blieb der Gattin während der gesamten Ehe treu. Dies war die Ausnahme unter den damaligen fürstlichen Ehen. Aufgrund ihrer vielen Kinder sicherte sie den Fortbestand des vom Aussterben bedrohten Hauses Medici. Das von Cosimo für die Gattin gewählte Motto Cum pudore laeto fecunditas (Fruchtbarkeit mit heiterer Keuschheit) spielte auf ihre zahlreiche Nachkommenschaft und eheliche Treue an. Gemäß seinen politischen Absichten betonte der Herzog seine familiären Tugenden wiederholt öffentlich; er verglich sich gern mit Augustus und dessen propagierter Wiederherstellung der familiären Werte nach den Bürgerkriegswirren in der Endzeit der Römischen Republik, während Eleonora sich als Inkarnation der Juno darstellen ließ. Neben dem bereits erwähnten Motto wurden weitere Devisen für die Herzogin gewählt, die das beispielhaftes Bild als Ehefrau und Mutter hervorhoben, so in der Florentiner Akademie u. a. das Motto famam servare memento (Bedenke, den Ruhm zu bewahren), die sie unter dem Namen Ardente Alterata (Durch in Liebe entbrannt sein verändert) frequentierte.
Eleonora und Cosimo hatten elf Kinder, von denen fünf Söhne und drei Töchter das Erwachsenenalter erreichten:
- Maria (* 3. April 1540; † 19. November 1557), verlobt mit Alfonso II. d’Este, starb vor der Hochzeit
- Francesco (* 25. März 1541; † 19. Oktober 1587), Großherzog der Toskana
- Isabella (* 31. August 1542; † 16. Juli 1576), ⚭ 1558 Paolo Giordano I. Orsini
- Giovanni (* 28. September 1543; † 20. November 1562), Bischof von Pisa und Kardinal
- Lucrezia (* 7. Juni 1545; † 21. April 1561), ⚭ 1558 Alfonso II. d’Este
- Pietro (Pedricco) (* 10. August 1546; † 10. Juni 1547)
- Garzia (* 5. Juli 1547; † 12. Dezember 1562), starb an Malaria
- Antonio (*/† Juli 1548)
- Ferdinando (* 30. Juli 1549; † 3. Februar 1609), Großherzog der Toskana
- Anna (* 19. März 1553; † 1. August 1553)
- Pietro (* 3. Juni 1554; † 25. April 1604), ermordete seine Gattin Eleonora di Garzia di Toledo

### Herzogin von Florenz

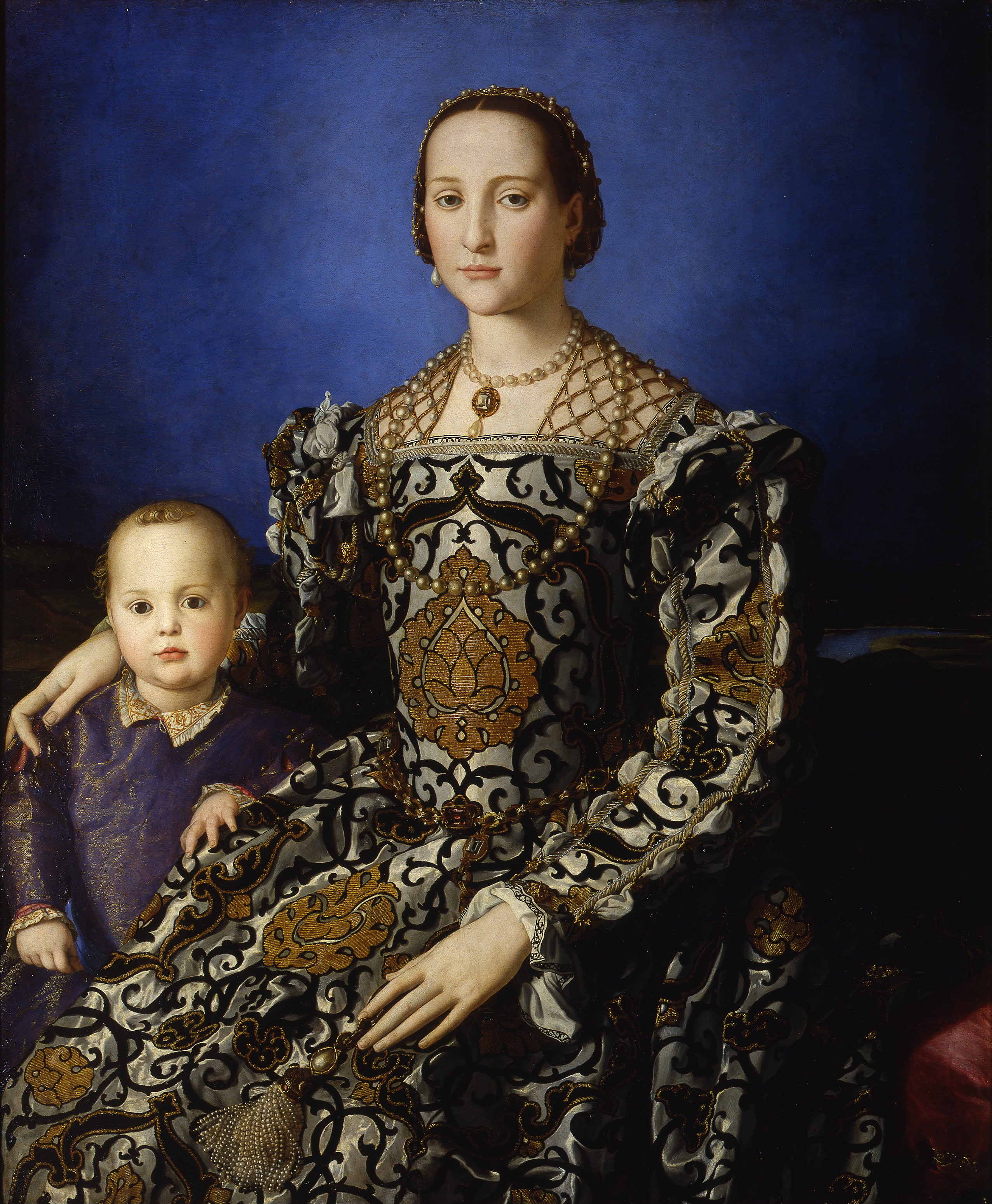
Eleonora von Toledo und ihr Sohn Giovanni, Gemälde von Agnolo Bronzino, 1545

Nach ihrem Einzug in Florenz wohnte Eleonora von Toledo mit ihrem Gemahl Cosimo de’ Medici zunächst im an der Via Larga gelegenen Palazzo Medici, der aber für Eleonoras zahlreiche meist spanische Hofdamen, Pagen und Diener nicht genügend Platz bot. Im Mai 1540, kurz nach der Geburt ihrer ältesten Tochter Maria, zogen Eleonora und Cosimo in den Palazzo della Signoria um, der renoviert und nunmehrige Hauptresidenz des Herzogspaars wurde. Das für Eleonora bestimmte Appartement des Palasts war mit einer Kapelle mit biblische Szenen darstellenden Fresken von Bronzino ausgestattet. Auch prangte in diesem Raum das Doppelwappen der Familien Medici und Toledo als Symbol des von diesen Geschlechtern eingegangenen Bündnisses. Laut einer Inventarliste von 1553 wurden die in dem Palazzo gelegenen Räumlichkeiten von Cosimos Mutter Maria Salviati nach deren Tod (1543) von Eleonoras jüngstem Bruder Luis de Toledo und ihrem Onkel Francisco de Toledo bewohnt. 1549 erwarb die Herzogin den am Arno gelegenen Palazzo Pitti als neue Sommerresidenz der Medici. 1550 beauftragte sie Niccolò Tribolo, hinter diesem Palazzo die monumentalen Boboli-Gärten anzulegen, die für die Öffentlichkeit unzugänglich waren.

#### Politischer Einfluss
Trotz ihrer anfänglichen Unbeliebtheit im Volk gewann Eleonora bald großen politischen Einfluss in Florenz, indem Cosimo sie oft als Beraterin hinzuzog. Als fähige Organisatorin besaß sie das Vertrauen ihres Mannes, der sie oft in seiner Abwesenheit als Regentin walten ließ, was damals keineswegs üblich war. Erstmals ernannte Cosimo seine Gattin wenige Tage nach der am 1. August 1541 erfolgten Taufe ihres ältesten Sohns Francesco zur Regentin, als er zu einem Treffen mit Kaiser Karl V. nach Genua reiste. Den Namen ihres Sohns hatte Eleonora aufgrund eines Gelübdes gewählt, das sie während einer einige Monate zuvor von ihr unternommenen Wallfahrt zum Franziskanerheiligtum von La Verna abgelegt hatte. Zuerst war Eleonora ob der nun auf ihr lastenden Verantwortung bestürzt, scheint aber in der Folge ihre politischen Fähigkeiten bewiesen zu haben. Dennoch erklärte sie, als Cosimo in Begleitung ihres Vaters Pedro de Toledo nach Florenz zurückkehrte, dass sie in ihrer Eigenschaft als Regentin die Erwartungen ihres Gatten nicht habe erfüllen können. Im gleichen Jahr 1541 protestierte sie auch gegen Übergriffe kaiserlicher Truppen in ihren Territorien. Anlässlich einer weiteren Abwesenheit Cosimos bei einem Treffen mit dem Kaiser im Mai und Juni 1544 in Genua übernahm Eleonora erneut die Leitung der Staatsgeschäfte in Florenz. Als der Herzog im Herbst 1544 ernsthaft erkrankte, fungierte Eleonora wiederum für etwa zehn Monate als Regentin. Dieselbe Stellung hatte sie nochmals in der ersten Hälfte der 1550er Jahre während des Kriegs zur Eroberung Sienas inne, wenn Cosimo anlässlich dieses Konflikts abwesend oder auf militärische Angelegenheiten konzentriert war.
Eleonoras politischer Einfluss erstreckte sich auch auf die Mitsprache bei der Vergabe von Ämtern, Gnadenerweisen und Subventionen an Untertanen. Zahlreiche Gesuche dieser Art wurden zuerst an sie herangetragen und waren mit der Bitte um ihre Fürsprache beim Herzog verbunden. Insbesondere spielte sie die Rolle der Vermittlerin zugunsten des 1548 zum Erzbischof von Florenz ernannten Antonio Altoviti, dem Cosimo aufgrund der Medici-feindlichen Gesinnung von Altovitis Vater die Einreise in seine Diözese verweigerte.
Trotz ihrer zahlreichen Schwangerschaften beteiligte sich Eleonora an vielen Aktivitäten ihres Gemahls, so an seinen 1560 unternommenen Staatsbesuchen in Siena und Rom, an seinen zahlreichen Inspektionsreisen in verschiedene Teile seines Herzogtums sowie an seinen langen Winteraufenthalten in Pisa und Livorno. Wegen ihrer Vorliebe für Jagd und Fischfang begleitete sie Cosimo auch auf seinen ausgedehnten Jagdausflügen. Obwohl am Hof Cosimos im Gegensatz zu den Ausschweifungen seines Vorgängers Alessandro eine striktere Moral herrschte und Eleonora ihre Kinder, vor allem ihre Töchter, streng erzog, ging die Herzogin gern auch anderen höfischen Vergnügungen wie dem Karten- und Glücksspiel mit oft hohen Einsätzen nach.

#### Wirtschaftliche Aktivitäten
Auch in die finanziellen und ökonomischen Unternehmungen der Medici war Eleonora maßgeblich involviert. Sie war geschäftstüchtig und verbesserte durch ihr Geschick die wirtschaftlichen Verhältnisse ihrer Familie erheblich. Durch Aufnahme großer Kredite bei florentinischen und genuesischen Bankiers finanzierte sie u. a. Immobilienkäufe wie jenen des Palazzo Pitti und den Erwerb großer Landgüter in der Umgebung von Pisa und Livorno sowie von Lehen auf der Insel Giglio. Die Herzogin war vor allem an der Landwirtschaft interessiert und betrieb auf ihren Ländereien Getreideanbau sowie Bienen- und Seidenraupenzucht. Durch ihre sorgsame Verwaltung steigerte sie die Rentabilität der herzoglichen Ländereien und sie ließ Ernteüberschüsse bis nach Spanien verschiffen. Ferner beteiligte sie sich an Geschäften im Bereich des Bergbaus. Mit den von ihr aufgenommenen Darlehen bezahlte sie auch von ihr vergebene Aufträge an Künstler und diverse karitative Werke. An ihren über das Herzogtum hinausgehenden Handels- und Finanzaktivitäten beteiligten sich Kaufleute wie Alfonso Lopes Gallo, die zwischen Florenz und Neapel operierten, wo die Herzogin über ihren Agenten Biffoli Finanztitel und andere Güter erwarb. Ihr beträchtliches Vermögen verwaltete sie selbst; im Staatsarchiv von Florenz sind zahlreiche ihrer Käufe, Landkonzessionen, Pachtverträge und Schenkungen dokumentiert.

#### Patronin von Künstlern und religiösen Institutionen

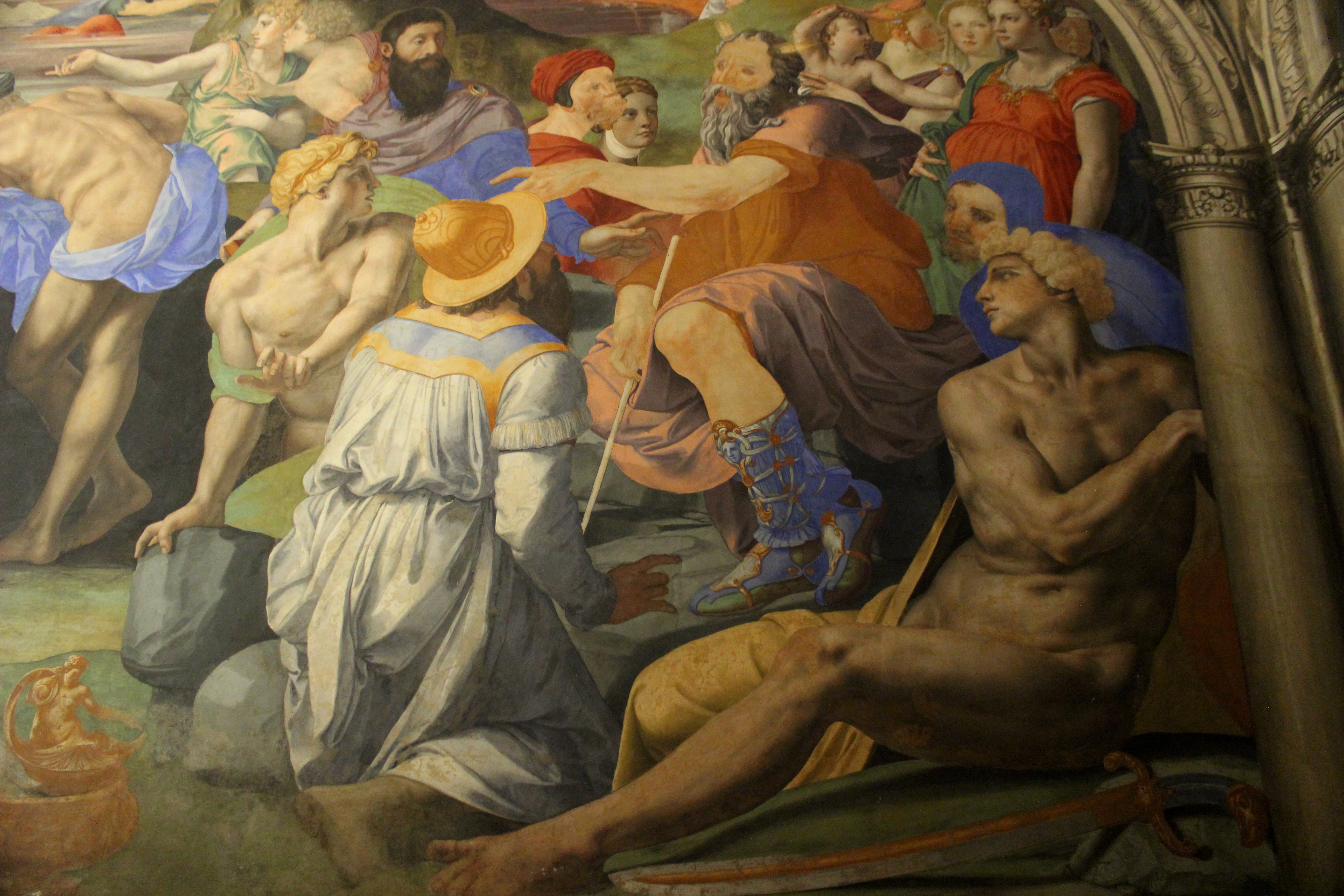
Detail des Bronzino-Freskos in Eleonoras Privatkapelle im Palazzo Vecchio

Ein wesentlicher Schwerpunkt von Eleonoras Wirken in Florenz war ihre systematische Förderung von Kunst und Kultur in der Arnostadt. Ihr auf diesem Gebiet gezeigtes Mäzenatentum betrachtete sie als wesentlichen Teil der Regierungstätigkeit eines weisen Fürsten. Zu ihren Lieblingsmalern gehörte Agnolo Bronzino, der zahlreiche Porträts von Eleonore und ihren Verwandten anfertigte. Ferner schuf dieser Künstler Fresken für Eleonoras Privatkapelle im Palazzo della Signoria. Weitere von der Herzogin geförderte Künstler waren Giorgio Vasari und Niccolò Tribolo. Von 1559 bis 1564 schuf Vasari in ihrem Auftrag in ihren Gemächern Fresken mit Darstellungen berühmter Frauen, deren Taten mindestens jenen bedeutender Männer gleichkamen, so die biblische Heldin Esther, Penelope und die florentinische Heldin Gualdrada Berti. Vermutlich wollte die damals in mittleren Jahren stehende Fürstin dadurch anstelle des bisher hauptsächlich mit ihrem öffentlichen Erscheinungsbild assoziierten Attributs der Fruchtbarkeit stärker andere Tugenden wie Klugheit und Tapferkeit in den Vordergrund rücken. Außerdem engagierte sie für mehrere Bildhauerei- und Goldschmiedearbeiten Benvenuto Cellini, doch fiel dieser später u. a. aufgrund seines mürrischen Charakters bei der Herzogsfamilie in Ungnade. Zur Förderung der Dichtkunst wurde in Florenz unter ihrer Patronage die Accademia degli Elevati gegründet. Auch war sie die treibende Kraft bei der Wiedereröffnung der Universität von Pisa. Sie wurde literarisch durch Dichter gefeiert, so durch Jerónimo Jiménez de Urrea, der Eleonora in seiner spanischen Übersetzung des Orlando furioso in die Reihe der illustren spanischen Aristokratinnen aufnahm.
Die über Eleonoras Heirat verbundenen Adelshäuser der Medici und Toledo tauschten auch regelmäßig zahlreiche Kunst- und Wertgegenstände untereinander aus; Gemälde, Schmuck, Skulpturen, Carrara-Marmor und Bücher zirkulierten zwischen Florenz, Neapel und Spanien. Die Künstler selbst arbeiteten ebenfalls bisweilen mal im Dienst der einen, dann der anderen Adelsfamilie. Eleonora zeigte hierbei u. a. eine ausgesprochene Vorliebe für teure Gewänder und Juwelen.
1546 wurde Eleonora die italienische Übersetzung eines Traktats des spanischen Humanisten Juan Luis Vives gewidmet, den dieser 1523 für die englische Königin Katharina von Aragón verfasst hatte. Vives’ Werke erfreuten sich an Cosimos Hof großer Beliebtheit. Seine Synthese aus christlichen Prinzipien und moralischen Werten der klassischen Antike bildete eine Ergänzung zur neuplatonischen florentinischen Tradition und bot dem Herzog eine nützliche höfische Ethik auf dem Gebiet der Abhängigkeitsbeziehungen, die den Fürsten und das Volk durch ein System von Gefälligkeiten auf der Basis von Profit verbanden. Das Studium von Vives’ Werken veranlasste Eleonora auch, Benedetto Varchi 1546 mit einer italienischen Übersetzung von Senecas Traktat De beneficiis zu beauftragen.
Im religiösen Bereich war u. a. von Bedeutung, dass Eleonora als gläubige Katholikin dafür sorgte, dass die Jesuiten nach anfänglichem Misstrauen wohlwollend in Florenz aufgenommen wurden. Der spanische Jesuit Diego Laínez wurde ihr geistlicher Vater und gewann sie als Fürsprecherin seines Ordens bei Cosimo. Unter Laínez’ Einfluss ließ die Herzogin das erste Jesuitenkolleg und viele Kirchen in Florenz gründen. Sie bedachte Kirchen und Klöster häufig mit Schenkungen und veranlasste testamentarisch die 1568 erfolgte Gründung des Benediktinerinnenklosters Monastero nuovo di via della Scala in Florenz, das für Töchter von Adligen des Herzogtums bestimmt war. Gute Beziehungen unterhielt Eleonora mit Papst Pius IV., ein Verwandter der Medici, der sie 1560 mit der Verwaltung vakanter kirchlicher Pfründe, die auf dem Gebiet ihres Herzogtums lagen, betraute. Verbunden war damit die Verpflichtung, die Erlöse wohltätigen Zwecken zuzuführen. Durch diesen Vertrauensbeweis des Papstes wurde auch ein langwieriger Streit zwischen Cosimo und dem Heiligen Stuhl beigelegt.

#### Förderung von Verwandten und Landsleuten
Bei vielen Florentinern blieb Eleonora trotz ihrer guten Ehebeziehung mit Cosimo und ihrer Verdienste für den Staat unbeliebt. Die Herzogin galt als hochmütig und abgehoben; auch wurde ihr die Begünstigung ihrer spanischen Landsleute, deren Gesellschaft sie bevorzugte, vorgeworfen. Sie war stolz auf ihr Heimatland und präferierte, eher auf Spanisch als auf Italienisch zu schreiben. Bereits anlässlich ihrer ersten Schwangerschaft waren ihr von ihrem Vater im Februar 1540 weitere spanische Hofdamen geschickt worden. Später kamen neue Diener hinzu, sodass fast ihre gesamte Dienerschaft aus Spaniern bestand, welche die Herzogin mit Zuwendungen bedachte. Die Jesuiten sandten spanische Priester zu Verhandlungen mit der Herzogin, da sie nur mit spanischen Ordensmitgliedern zu sprechen wünschte.
Seit Eleonoras Hochzeit mit Cosimo baten ferner ihre Brüder, aber auch andere Verwandte und Bedienstete des neapolitanischen Vizekönigs Cosimo häufig um Gunsterweise. Eleonoras Onkel Francisco de Toledo war kaiserlicher Botschafter in Florenz und weilte daher häufig am Medici-Hof. Er konnte u. a. Karrieren von Spaniern in Diensten des Herzogs arrangieren. Ein Vetter des neapolitanischen Vizekönigs, der ebenfalls Pedro de Toledo hieß, wurde ein Höfling Cosimos und war für diesen in Neapel und Rom tätig. Eleonora unterstützte stets ihre Brüder. So befahl sie im August 1548 die Auszahlung von 6000 Dukaten an ihren Bruder García über die genuesischen Bankiers Andrea Imperiale und Giovanni Battista Lercari auf einer Messe in Lyon. García benannte nach seiner Schwester seine gleichnamige Tochter. Besonders begünstigte Eleonora aber ihren jüngsten Bruder Luis, dessen lange Aufenthalte in Florenz sie finanzierte. Auch kam sie öfter für dessen Schulden auf. Im Juni 1560 versprach Luis, seiner Schwester die riesige Summe von 100.000 Dukaten zurückzuzahlen. Testamentarisch vermachte ihm Eleonora als ihrem einzigen Bruder, den sie in ihrem letzten Willen bedachte, einen Geldbetrag von 500 Escudos.

### Tod
In ihren letzten Lebensjahren musste Eleonora mehrere familiäre Schicksalsschläge verkraften, die ihre durch ihre zahlreichen Geburten geschwächte Gesundheit weiter untergruben. So starb ihre älteste Tochter Maria im November 1557 im Alter von nur 17 Jahren, ehe sie ihren Verlobten Alfonso II. d’Este, Herzog von Ferrara, heiraten konnte. Mit Letzterem wurde dann Eleonoras Tochter Lucrezia verheiratet, starb aber ebenfalls erst 16-jährig im April 1561. Im Herbst 1562 durchreiste Eleonora mit ihrem Gatten und zwei Söhnen, dem kurz zuvor zum Kardinal erhobenen Giovanni sowie Garzia, die Maremma nahe Livorno. Die beiden Söhne erkrankten in dieser Gegend an Malaria. Giovanni starb am 20. November 1562 an dieser Seuche, der Garzia nur drei Wochen später ebenfalls erlag. Geschwächt durch eine Lungentuberkulose, an der sie schon länger laborierte, und möglicherweise ebenfalls mit Malaria infiziert, starb auch Eleonora bereits am 17. Dezember 1562 im Alter von nur 40 Jahren während ihres Aufenthalts in Pisa in Gegenwart ihres untröstlichen Ehemanns und eines jesuitischen Beichtvaters. Die Begräbnisfeierlichkeiten fanden am folgenden 28. Dezember statt, ehe sie in der Medici-Gruft der Florentiner Basilica di San Lorenzo beigesetzt wurde. Führende Schriftsteller ihres Hofs wie Piero Vettori, Giovanni Battista Adriani und Pietro Perondini verfassten Grabreden auf die verstorbene Fürstin und verherrlichten sie in Gedichten. Zwei von Eleonoras Söhnen, Francesco und Ferdinando, sollten ihrem Vater Cosimo später in der Herrschaft nachfolgen.

## Porträts der Eleonora von Toledo
- Bronzino: Eleonora von Toledo. 1543. Nationalgalerie Prag
- Bronzino: Eleonora von Toledo und ihr Sohn Giovanni, um 1545/46, Uffizien, Florenz
- Bronzino: Eleonora von Toledo, 1560/62, Staatliche Gemäldegalerie, Berlin
- Bronzino: Eleonore von Toledo (1522–1562), Herzogin von Toskana, Bruststück, 2. Drittel 16. Jahrhundert, Kunsthistorisches Museum Wien, Gemäldegalerie